# Felipe Bustillo
Felipe Bustillo (nació el año 1807 en el municipio de Juticalpa, departamento de Olancho, Capitanía General de Guatemala, Virreinato de Nueva España, y falleció en su natal Juticalpa, Honduras) Abogado, ganadero y político de inclinación conservadora, Vicepresidente del Estado de Honduras entre 1848-1852. Presidente Interino en 1848 y Presidente en funciones en 1850.

## Biografía
Felipe Bustillo, nació en Juticalpa, departamento de Olancho, fue un político conservador, de su relación con Josefa Rafaela Chirinos, nacería una hija natural María Dominga Chirinos. Bustillo contrajo matrimonio con Apolinaria Ayala con quien procreó a Francisca Bustillo Ayala, Nicolasa Bustillo Ayala, Juana de Jesús Bustillo Ayala, María Josefa Bustillo Ayala y Francisco Bustillo Ayala. Por parte de su hija natural María Dominga Chirinos, es abuelo del General Manuel Bonilla Chirinos.
Bustillo fue en 1832 electo Diputado a la Asamblea legislativa, entre los años de 1848 a 1852 es vicepresidente del Estado de Honduras, en 1848 la fórmula política conservadora de los licenciados Juan Lindo y Felipe Bustillo, logran ganar las elecciones en Honduras, convirtiéndose en presidente y vicepresidente, respectivamente, tomando posesión del cargo un 16 de julio del mismo año. Para 1852 es nuevamente Diputado a la Asamblea Constituyente. En 1853 es Gobernador Político e intendente de Olancho, durante los levantamientos. Además fue Secretario Municipal durante la administración del Alcalde Guillermo Herrera.

## Presidencia provisional de Bustillo
Felipe Bustillo también fue Presidente Interino entre el 21 de septiembre al 8 de diciembre de 1848 y el 14 de febrero de 1850.
La Asamblea legislativa concedió permiso para ausentarse de la presidencia al licenciado Juan Lindo, por lo que su vicepresidente asumió el cargo. Juan Lindo viajó a Gracias a Dios (hoy ciudad de Gracias, Lempira) con el fin de descansar por sus problemas de salud. José Santos Guardiola Bustillo se levantó en contra de la Asamblea el 21 de noviembre del mismo año, marchó sobre la capital Comayagua para tomarla, pero el presidente interino Licenciado Bustillo traslado a Opoteca y seguido hacia “Los Llanos” de Santa Rosa (hoy Santa Rosa de Copán) esta situación desestabilizó la administración gubernamental del estado. Lindo, reasumió la presidencia encontrándose en Gracias el 8 de diciembre de 1848 y se encamina al mando de 500 hombres para sofocar la rebelión de Guardiola.
El político Miguel Eusebio Bustamante fue designado presidente interino en funciones entre el 12 al 14 de febrero de 1850, por mientras el vicepresidente Felipe Bustillo asumiera el cargo principal del gobierno hondureño; Bustillo optó por entregarle de nuevo la presidencia al Licenciado Lindo con la cual también se llegó a restablecer la paz en Honduras, mediante los acuerdos establecidos en el “Pacto de Pespire” celebrado el 25 de marzo de 1850.
Bustillo siendo comandante de armas y Gobernador político de Olancho, en 14 de septiembre de 1853, en Juticalpa sostiene pláticas junto a Francisco Zelaya y Santiago Zelaya Juez de Primera Instancia de Olancho, el Alcalde Carlos Zelaya y otros funcionarios edilicios departamentales con el fin de defender la democracia y la patria de los levantamientos rebeldes que se realizan contra el gobierno. El 14 de octubre el general Juan López había tomado Comayagua y hacerse de la administración, destituyendo a José Trinidad Cabañas. En 1855 Bustillo y sus tropas no pudieron contener el avance del general Pedro Hernández, que tomó Juticalpa fácilmente.